# Округ Хауел (Мисури)
Округ Хауел (енгл. Howell County) је округ у америчкој савезној држави Мисури.

## Демографија
По попису из 2010. године број становника је 40.400, што је 3.162 (8,5%) становника више него 2000. године.
| Група             | 2000.          | 2010.          |
| Белци             | 35.623 (95,7%) | 38.499 (95,3%) |
| Афроамериканци    | 114 (0,3%)     | 156 (0,4%)     |
| Азијати           | 134 (0,4%)     | 198 (0,5%)     |
| Хиспаноамериканци | 450 (1,2%)     | 697 (1,7%)     |
| Укупно            | 37.238         | 40.400         |